# Карась, Алексей Иванович
Алексей Иванович Карась (30.03.1902 — ?) — советский военный инженер, лауреат Сталинской премии (1950).

## Биография
Родился в г. Конотоп. Член РКП(б) с августа 1921 года.
С сентября 1919 по февраль 1921 г. служил в РККА, участник Гражданской войны (14 армия, 41-я дивизия).
После окончания вуза (специальность инженер-электрик) работал инженером во Всесоюзном электротехническом институте.
С 30.09.1933 на военной службе.
С 1940 года служил в Управлении кораблестроения ВМС/ВМФ, военпред по приемке аппаратуры для ВМФ (старший военпред КПА УК ВМФ), старший инженер-электрик Отделения размагничивания УК ВМФ, участник разработки средств магнитной защиты кораблей противоминной обороны. Военинженер II ранга, инженер-подполковник, инженер-капитан 1-го ранга, инженер-полковник.
Один из участников создания Научно-исследовательского полигона ВМФ (1952).

## Награды и звания
- Сталинская премия 3 степени (1950 год) — за создание новой электроизмерительной аппаратуры.
- Орден Ленина (30.12.1956);
- Орден Красного Знамени (15.11.1950);
- Два ордена Красной Звезды (22.07.1944, 10.11.1945);
- Орден «Знак Почёта» (06.1942);
- Медаль «За оборону Советского Заполярья»;
- Медаль «За победу над Германией в Великой Отечественной войне 1941—1945 гг.»;
- Медаль «За боевые заслуги» (03.11.1944).